# トク
トク（Toqu, 生没年不詳）は、チンギス・カンの次弟ジョチ・カサルの三男で、モンゴル帝国の皇族である。『元朝秘史』『元史』などの漢語資料では禿忽、脱虎、脱忽大王と記され、『集史』などのペルシア語表記ではتوقو (Tūqū) と表記されている 。

## 概要
ジョチ・カサルには40人近くの子供がいたと伝えられているが、モンゴル帝国の有力皇族として名を残したのはイェグ、イェスンゲ、トクの3人のみであった。モンゴル帝国の成立（1206年）以前には生まれており、『元朝秘史』にはケレイト部との戦いに敗走した後、テムジン（チンギス・カン）率いる本隊よりはぐれたジョチ・カサルと息子たち（イェグ、イェスンゲ、トク）がバルジュナ湖で合流したことが記録されている。
同じことを『聖武親征録』では「（ジョチ・カサルは）ただ幼子のトクのみを連れて逃れた……河浜で（テムジンと）来会した」とやや異なる形で伝えており、この時点でトクはまだ幼かったことが分かる。
1251年6月には他の「東方諸王」、兄のイェグとイェスンゲ、従兄弟のイルチダイ（カチウンの息子）、従甥のタガチャル（テムゲ・オッチギンの孫）、叔父のベルグテイらとともにコデエ・アラルのクリルタイに出席し、新たにモンケをカアンに推戴した。
トクの晩年は不明で、『元史』「宗室世系表」には子供の名前は記されていないが、『集史』にはアブガンという子供がいたと記載されている。また、『集史』はイェグ、イェスンゲ、トクの3人の中でトクが最も背が低かったと伝えている。